# Tereingaornis moisleyi
Tereingaornis moisleyi — викопний вид пінгвінів, що існував у пліоцені (3,6-3,0 млн років тому).

## Скам'янілості
Частковий скелет пінгвіна знайдений у відкладеннях формації Вайпіпа неподалік водоспаду Те Рейнга на річці Вайра на Північному острові Нової Зеландії. Голотип складався з решток коракоїда, плечової кістки та фрагментів інших кісток. Згодом, знайдено ще один зразок в іншому місцезнаходженні на Північному острові.